# Charlotte Broberg
Marie Charlotte Broberg, född 8 juni 1968 i Lomma, är fastighets- och serviceregionråd i Region Stockholm samt en moderat politiker från Stockholm. Broberg tillträdde sitt uppdrag efter valet 2018 och sitter som ordförande i Region Stockholms Fastighets- och servicenämnd samt regionens bolag för fastighetsförvaltning, Locum AB. 2010-2014 var hon biträdande finanslandstingsråd i Stockholms läns landsting.
Charlotte Broberg har tidigare bland annat varit ordförande för Stockholms läns landstings Tillväxt- och regionplaneutskott och landstingets bolag för fastighetsförvaltning, Locum AB. Hon har även varit ledamot av styrelsen för Storstockholms lokaltrafik, SL, och ledamot av Stockholms läns landsting sedan 1994. Broberg är utbildad i historia och samhällsvetenskap från Uppsala universitet samt Lunds universitet.